# André Pretorius
André Stefan Pretorius (Johannesburgo, 29 de diciembre de 1978) es un exjugador sudafricano de rugby que se desempeñaba como apertura.

## Carrera

### Currie Cup
Debutó en la primera de los Golden Lions con 20 años en 1999, jugó con ellos hasta 2011. A comienzos de 2010 fue cedido a los Natal Sharks por toda la temporada.
Finalmente fue contratado por los Leopards, uno de los equipos más chicos económicamente de la Currie Cup. Se retiró con ellos al finalizar la temporada 2015.

### Super Rugby
En 2002 fue contratado por los entonces llamados Cats, una de las franquicias sudafricanas del Super Rugby con los que desarrolló casi toda su carrera hasta su retiro de la competición en 2011. En 2010 fue cedido a Western Force, la franquicia más débil de Australia.

### Europa
En 2012 fue cedido al RC Toulon del Top 14 por seis meses. Al año siguiente fue cedido al US Carcassonne de la Rugby Pro D2 por una temporada.

## Selección nacional
Debutó con los Springboks en junio de 2002 frente a los Dragones rojos y jugó con ellos de regularmente hasta su retiro internacional en noviembre de 2007 ante el mismo rival. En total jugó 31 partidos y marcó 171 puntos.

### Participaciones en Copas del Mundo
Solo disputó una Copa del Mundo: Francia 2007, Pretorius fue convocado en su mejor momento deportivo por Jake White, quien lo llevó como suplente de Butch James. No obstante mostró gran desempeño en los partidos que le tocó jugar y los Springboks se consagraron campeones del Mundo.
| Mundial                       | Sede    | Resultado | PJ | Tries |
| ----------------------------- | ------- | --------- | -- | ----- |
| Copa Mundial de Rugby de 2007 | Francia | Campeón   | 5  | 0     |